# Băbdiu
Băbdiu – wieś w Rumunii, w okręgu Kluż, w gminie Bobâlna. W 2011 roku liczyła 161 mieszkańców.